# Germanita
La germanita és un mineral de la classe dels sulfurs, que rep aquest nom per la presència de germani a la seva fórmula. Va ser descoberta el 1922 al Tsumeb, Namíbia.

## Característiques
La germanita és un sulfur amb fórmula Cu13Fe₂Ge₂S16, tot i que pot contenir impureses de gal·li, zinc, molibdè, arsènic o vanadi. Cristal·litza en el sistema isomètric (cúbic) formant rarament cristalls cúbics, trobant-se normalment de manera massiva. La seva duresa a l'escala de Mohs és de 4, la mateixa que la de la fluorita. No té exfoliació i la seva lluentor és metàl·lica.

## Formació i jaciments
Es troba en dipòsits de minerals polimetàl·lics hidrotermals en dolomies. Sol trobar-se associada a altres minerals com: renierita, pirita, tennantita, enargita, galena, esfalerita, digenita, bornita i calcopirita.

## Grup de la germanita
Està integrat per les set espècies següents:
| Espècie         | Fórmula       |
| --------------- | ------------- |
| Chatkalita      | Cu₆FeSn₂S₈    |
| Colusita        | Cu₁₂VAs₃S16   |
| Germanita       | Cu13Fe₂Ge₂S16 |
| Germanocolusita | Cu13VGe₃S16   |

| Espècie         | Fórmula                       |
| --------------- | ----------------------------- |
| Nekrasovita     | Cu13VSn₃S16                   |
| Renierita       | (Cu1+,Zn)11Fe₄(Ge4+,As5+)₂S16 |
| Estibiocolusita | Cu13V(Sb,Sn,As)₃S16           |